# César Paniagua
César Paniagua Chacón (Cusco, 15 de febrero de 1976) es un ingeniero civil, contador público y político peruano. Se desempeñó como ministro de Vivienda, Construcción y Saneamiento, entre agosto y diciembre de 2022, durante el gobierno de Pedro Castillo.

## Biografía
Nació en el Departamento del Cusco, el 15 de febrero de 1976. Es sobrino del expresidente y líder de Acción Popular Valentín Paniagua.
Realizó sus estudios de Ingeniería civil en la Universidad Nacional de San Antonio Abad del Cusco y de Contador público en la Universidad Andina del Cusco. También tiene estudios de postgrado en gerencia y docencia.
Laboró como jefe de proyecto en el Gobierno Regional del Cusco bajo la gestión de Jorge Acurio desde el 2010 hasta el 2011 y en EPS SEDACUSCO entre 2004 y 2010. Se ha desempeñado como miembro del Consejo Directivo del Organismo Técnico de la Administración de los Servicios de Saneamiento-OTASS.

## Labor política

### Ministro de Vivienda, Construcción y Saneamiento
El 5 de agosto del 2022, Paniagua fue nombrado como ministro de Vivienda, Construcción y Saneamiento por el presidente Pedro Castillo en reemplazo del renunciante Geiner Alvarado.
En su gestión ministerial, indicó que su sector aprobará proyectos por 3,920 millones de soles para temas de titulación, vivienda y cierre de brechas en agua potable y saneamiento. También entregó 316 viviendas del programa Techo Propio en la región Piura.
Estuvo ejerciendo su cargo hasta que el 7 de diciembre del mismo año, Paniagua presentó su carta de renuncia debido al autogolpe de Estado generado por Pedro Castillo.